# Station Pyongyang
Station Pyongyang (Koreaans: 평양역) is het centraal station van Pyongyang, Noord-Korea. Het station is het startstation van de Pyongbu en Pyonguilijn. De Pyonguilijn loopt van Pyongyang tot Sinuiju, bij de Chinese grens. De Pyongbulijn loopt in theorie van Pyongyang, door Seoul en eindigt in Busan, maar in de praktijk eindigt de lijn bij Kaesŏng. De Pyongnamlijn bedient Pyongyang ook en loopt tot Namp'o.